# Джакомо Кваренгі
Джако́мо Анто́ніо Домені́ко Кваре́нгі (італ. Giacomo Quarenghi; 20 вересня, 1744, Рота-д'Іманья (неподалік Бергамо) — 18 лютого (2 березня), 1817, Петербург) — італійський архітектор доби класицизму, художник, один із представників палладіанства, відомий зодчий Російської імперії. Отримав звання «Почесний общник» від Петербурзької академії мистецтв.

## Життєпис

##### Дитинство й навчання
Джакомо Кваренгі народився 20 вересня 1744 року в містечку Рота-д'Іманья провінції Бергамо й походив із знатної італійської родини митців. Джакомо Кваренгі художньому мистецтву навчався спочатку в Бергамо, згодом у Римі. Серед його викладачів був представник класицизму Антон Рафаель Менгс. Згодом Джакомо захопився вивченням архітектури. Творчу наснагу черпав із творів античного мистецтва та з ентузіазмом вивчав «Чотири книги про архітектуру» Палладіо, що сприяло формуванню його власного стиля й манері. Під час навчання здійснив творчу мандрівку провінціями Італії для ознайомлення з античними спорудами. Постійно малював.

##### Життя в рідному краї
За тих часів Італія переживала кризу в будівництві. У країні панували залишки громіздкого бароко й поступово зароджувався класицизм. Стиль рококо в Італії приживався повільно й виявляв себе в живописі таких майстрів як П'єтро Ротарі, Розальба Карр'єра, Алессандро й П'єтро Лонгі. Джакомо Кваренґі прихильником тих стилів не став, хоча при нагоді використовував деякі риси бароко. Більшість італійських архітекторів Італії в ту пору не отримували замовлень. Недостатньо їх було й у Джакомо Кваренгі.
У Римі за проєктом Джакомо Кваренгі був оздоблений музичний зал у палаці Ка'Реццоніко у Венеції. Найкращою роботою в Італії вважається відреставрований інтер′єр середньовічної церкви Св. Схоластики в Суб′ако поблизу Риму (початок 1770-х років). На замовлення англійців розробив декілька проєктів заміських будинків (садиба лорда Хагерстона графа Нортумберленда та ін.).
За проєктами Джакомо Кваренґі збудовано манеж у Монако й зал-їдальню у Відні для Марії Моденської — ерцгерцогиня Австрійська та принцеса Моденська з династії Габсбургів.

###### 37 років на службі Російській імперії

Ермітажний театр, поземний план.

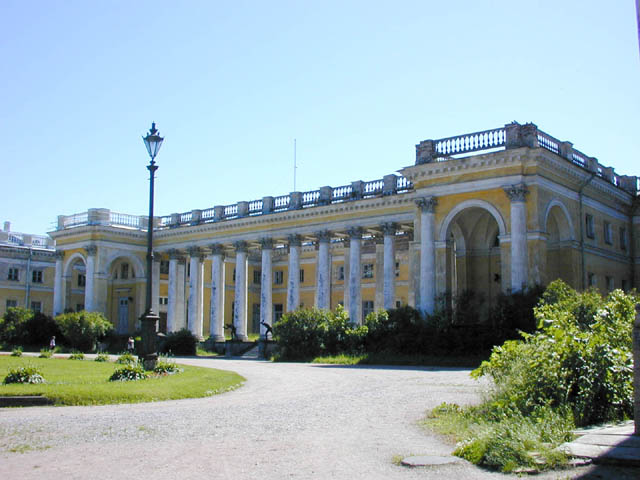
Олександрівський палац у Царському Селі, арх. Джакомо Кваренґі

1779 року Джакомо Кваренґі підписав угоду про роботу в Петербурзі на три роки. Йому 35 років і як архітектор він тільки починає.
З 1780 року він працював на замовлення імператриці Катерини ІІ — цілих 16 років. Загалом Джакомо Кваренґі перебував 37 років у різних кутках Російської імперії. Він активно листувався з італійськими митцями, що дало змогу відстежити його замовлення та перелік його робіт. У листі від 1785 року до італійця Маркезі Кваренґі майстер писав:
|  | (вже добудовано) три павільйони нового саду в Петергофі, Торгова біржа, велика будівля Державного банку, двоповерховий корпус крамниць для ярмарку в Іркутську, церква зі шпиталем для Її Імператорської Величності в Павловську, будівля для (Катерини ІІ) — розмістити копію лоджій Рафаеля, лікарня для божевільних, фасад для губернаторського палацу в Смоленську, палац і стайні для генерала Завадовського в Україні, палац графа Безбородько Олександра Андрійовича, церква-усипальня для батька графа в селі в Україні, Ермітажний театр… за зразком античних, фасади нового імператорського палацу в Москві… |

.
1790 року Джакомо Кваренґі створив проєкт Свято-Успенського кафедрального собору в м. Кременчук. 1803—1816 рр. собор був збудований під керівництвом архітектора Леопольда Карлоні.
2 березня 1817 року Джакомо Кваренгі помер у Петербурзі.

## Родина
Джакомо Кваренгі був тричі одруженим. Його син Джуліо Кваренгі також займався архітектурою. Саме він зробив гравіювання креслень батька, чим зберіг їх для нащадків.

## Архітектурні твори

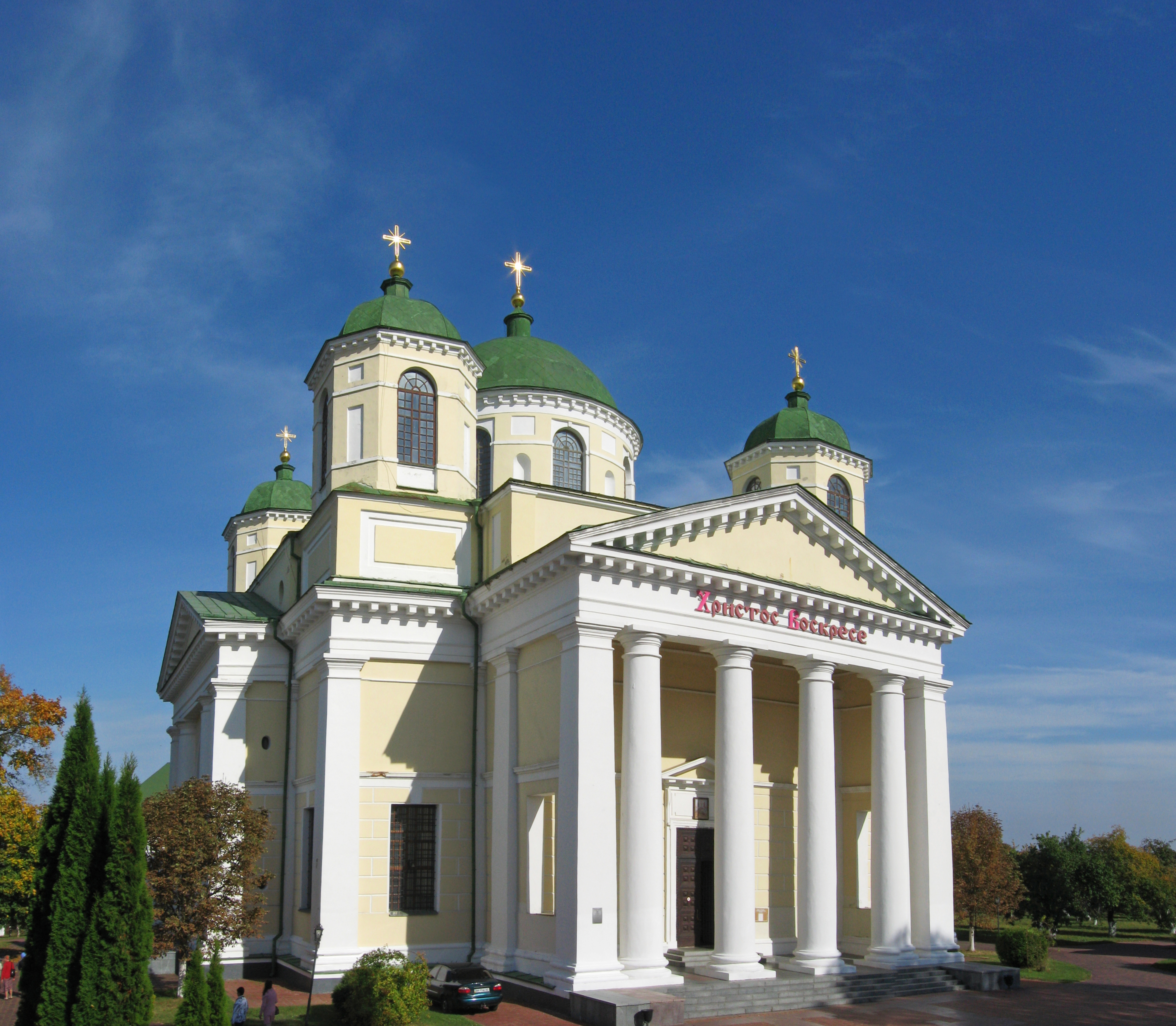
Спасо-Преображенський собор.у м. Новгород-Сіверський

Джакомо Кваренгі автор численних житлових будинків, храмів і споруд різного призначення побудованих в Англії, Австрії, Італії, Латвії (садиба Межотнє), Росії, Україні.

##### Споруди в Російській імперії

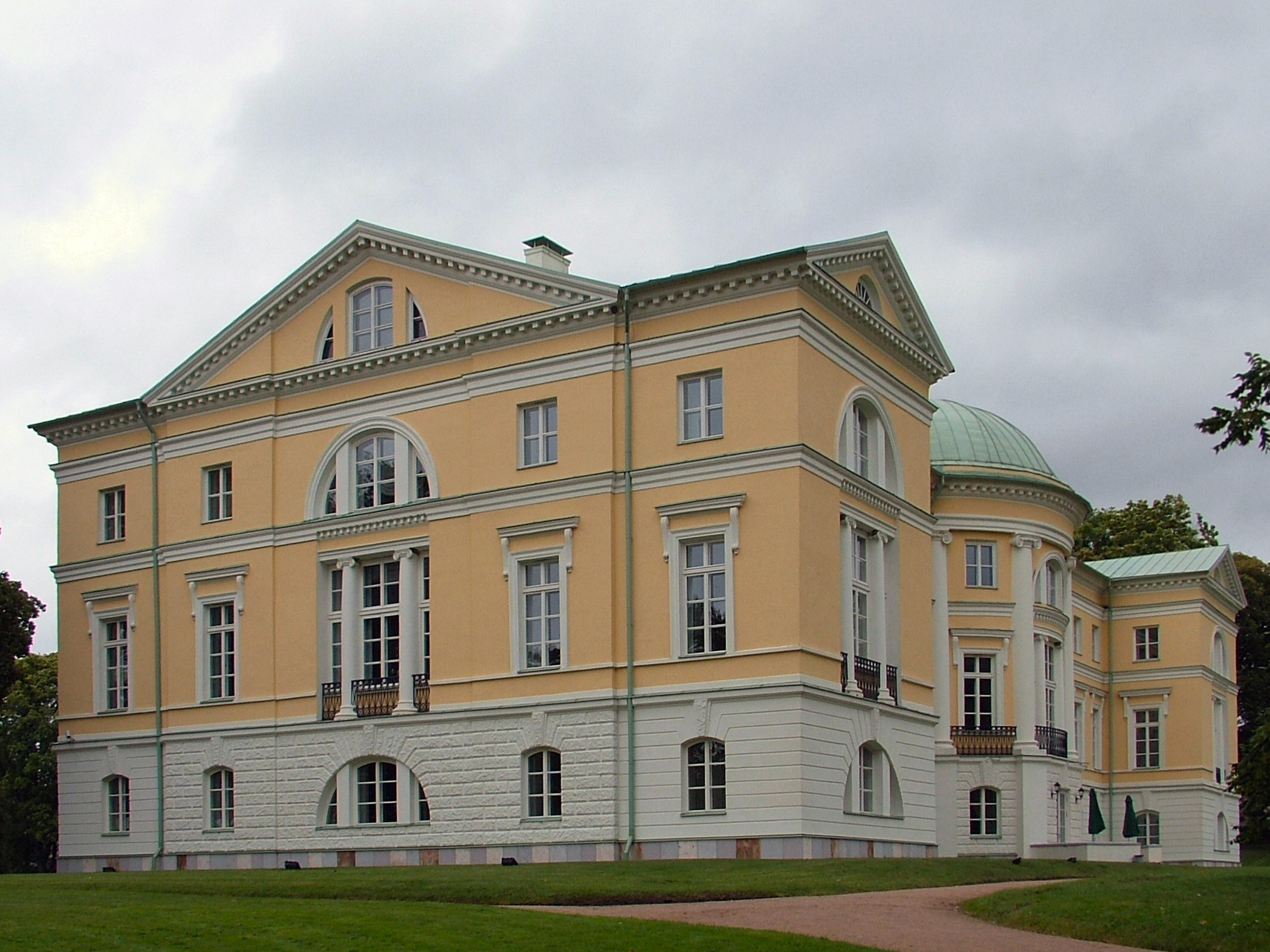
Садиба Межотнє, Латвія

В Україні:
- 1782 — палац графа О. А. Безбородька в с. Стольне, Чернігівська область.
- 1782 — Андріївська церква в с. Стольне[6].
- 1785 — було розпочато будівництво Присутствені місця (Харків).
- 1786—1787 — Новгород-Сіверська тріумфальна брама.
- 1791—1796 — Спасо-Преображенский собор у місті Новгород-Сіверський.
- 1793—1795 — церква Св. Катерини в с. Ляличи (тоді Чернігівська губернія).
- 1797—1800 — палац-садиба графа Завадовського в Ляличах (1794—1795 pp. Літній палац спроєктував Микола Львов)[7][8].
- 1793—1806 — можливо автор Миколаївської церкви в с. Юнаківка Сумського повіту.
- Кінець XVIII століття — палац-садиба Судієнків у с. Очкине (тоді Чернігівська губернія; зруйновано).Садиба Межотнє, Латвія
- Кінець XVIII століття — палац Миклашевського в с. Понурівка (тоді Чернігівська губернія, зруйновано).
- Кінець XVIII століття — садиба Михайла Камбурлея, смт. Хотінь (зруйновано).
- Кінець XVIII століття — Панський маєток в Олександрівську (занедбано).
- Кінець XVIII століття — палац-садиба в смт. Хотіні, що в Сумському районі Сумської області (частково збережено).
- 1800—1806 — можливо автор проєктів споруд Домницького монастиря на Чернігівщині, побудованих за сприяння графа І. А. Кушельова-Безбородька. До них належать: собор Різдва Богородиці, трапезна церква Св. Параскеви П'ятниці, надбрамна двохярусна дзвіниця, келії та огорожа.
- 1804—1816 — Успенський собор у місті Кременчук (зруйновано 1943).
- 1811 — брав участь у проєктуванні меморіального мавзолею над могилою російських вояків на полі Полтавської битви.

У Санкт-Петербурзі
- 1780 — палац-садиба «Жерновка», дача Донаурова (нині будинок Безобразових), що на березі річки Жернівки за адресою: Іриновський проспект, 9.
- 1781—1794 — Англійський палац у Петергофі (зруйновано 1942)
- 1782—1784 — Смоленська церква в Пулкове (зруйновано 1944)
- 1782—1788 — концертна зала в Царскому Селі
- 1783—1785 — Академія наук на набережній Університетська, 5
- 1783—1787 — Ермітажний театр (набережна Дворцова, 32)
- 1783—1799 — Асигнаційний банк (вулиця Садова, 21)
- 1784—1787 — Будинок Міської думи
- 1788 — Будинок Салтикова (набережна Дворцова, 4)
- 1789—1793 — палац Юсупових на вулиці Садовій, 50-а
- 1792—1796 — Олександрівський палац у Царському Селі
- 1798—1800 — Прибутковий будинок Жеребцової (набережна Дворцова, 10)
- 1798—1800 — Мальтійська капела (складова архітектурного комплексу Воронцовського палацу, прибудова до головного корпусу палацу з боку саду)
- кінець XVIII століття — деякі споруди в Аничковому палаці (торговельні ряди та ін.)
- 1800—1801 — Павловський палац: палата імператриці Марії Федорівни
- 1804—1807 — Катерининський інститут на набережній річки Фонтанка, 36
- 1804—1807 — Манеж на вулиці Якубовича, 1
- 1806—1808 — Смольний інститут (Смольний проїзд, 1)
- 1814 — дерев′яні Нарвські тріумфальні ворота

В інших містах
- 1780 — перебудова Катерининського палацу в Лефортово, Москва
- 1786 — торгові ряди на Червоній площі Москви (не збережено)
- 1790—1805 — Старий гостиний двір на вулиці Варварка, 3, Москва
- 1792 — саркофаг на могилі генерала-поручника Віктора Амадея фон Ангальт-Бернбург-Шаумбург-Гойм у місті Виборг, Російська імперія
- 1793—1812 — Торговельний дім у місті Курськ (не збережено)
- 1797—1802 — палац-садиба Шарлоти Карлівни Лівен у Межотне, Латвія
- 1803 — Богадільня (рос. Странноприимный дом), Москва
- 1817 год — Колона перемоги в Ризі, можливо один з останніх проєктів майстра (не збережено)

##### Споруди в інших країнах
- 1769—1776 — Вардурський палац барона Арундела у графстві Вілтшир, Велика Британія
- 1769 — перебудова інтер′єру церкви Св. Схоластики в бенедиктинському абатстві в Суб′яко, Італія
- 1775 —вівтар збудований на честь Найсвятішого Ізбавителя в Серіате, Італія
- 1797—1799 — вівтар Успіння Пресвятої Марії та Святого Якова в Романо-ді-Ломбардія, Італія

##### Відхилені проєкти
- Торговельна біржа в Санкт-Петербурзі (була розібрана, згодом Тома де Томон побудує кращу)
- Лазні для імператриці Катерини ІІ (привітні й романтичні лазні побудував Чарльз Камерон)

## Графічні твори Кваренгі

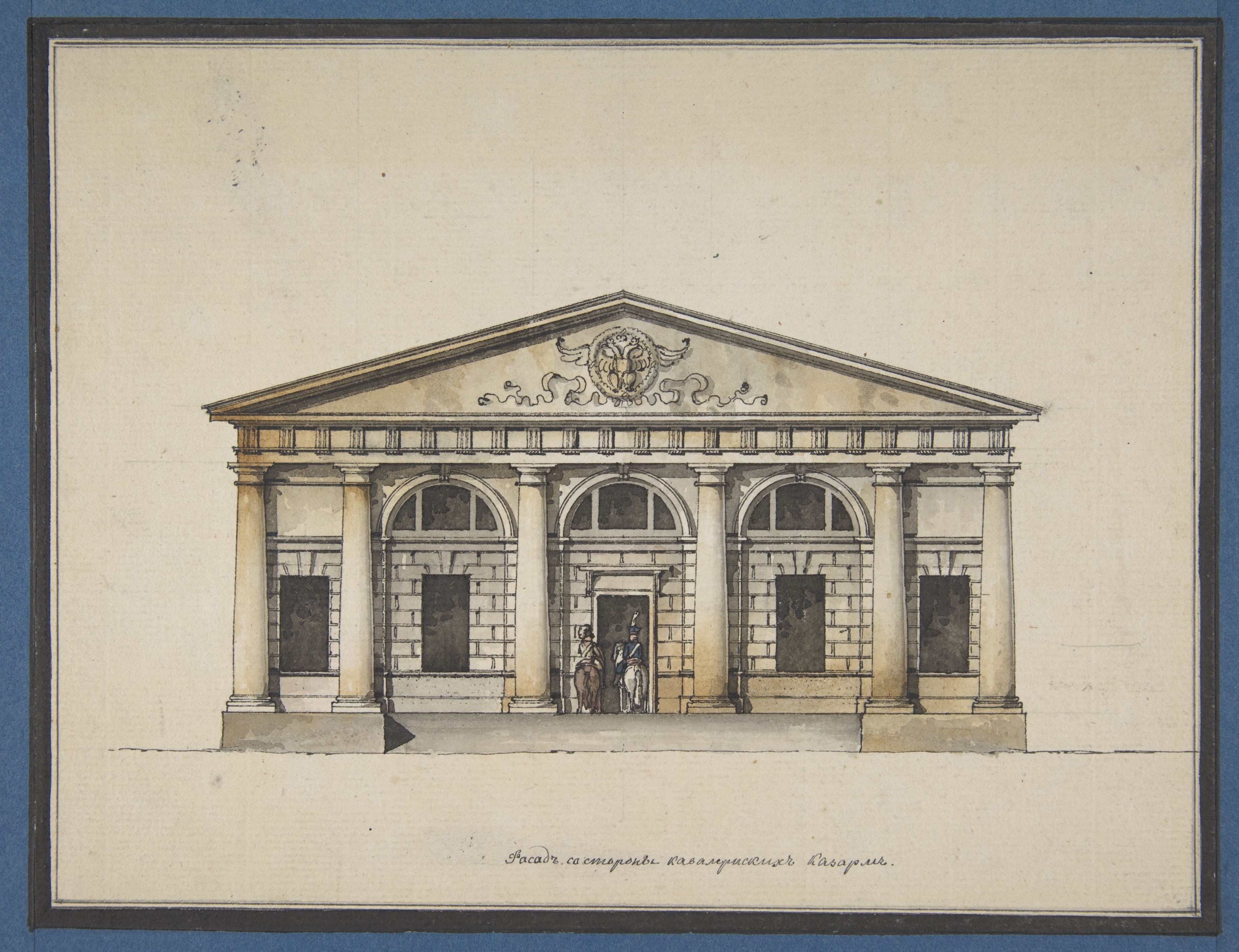
Джакомо Кваренгі. Манеж (Санкт-Петербург). Фасад манежу від кавалерійських казарм. Музей мистецтва Метрополітен, Нью-Йорк, США
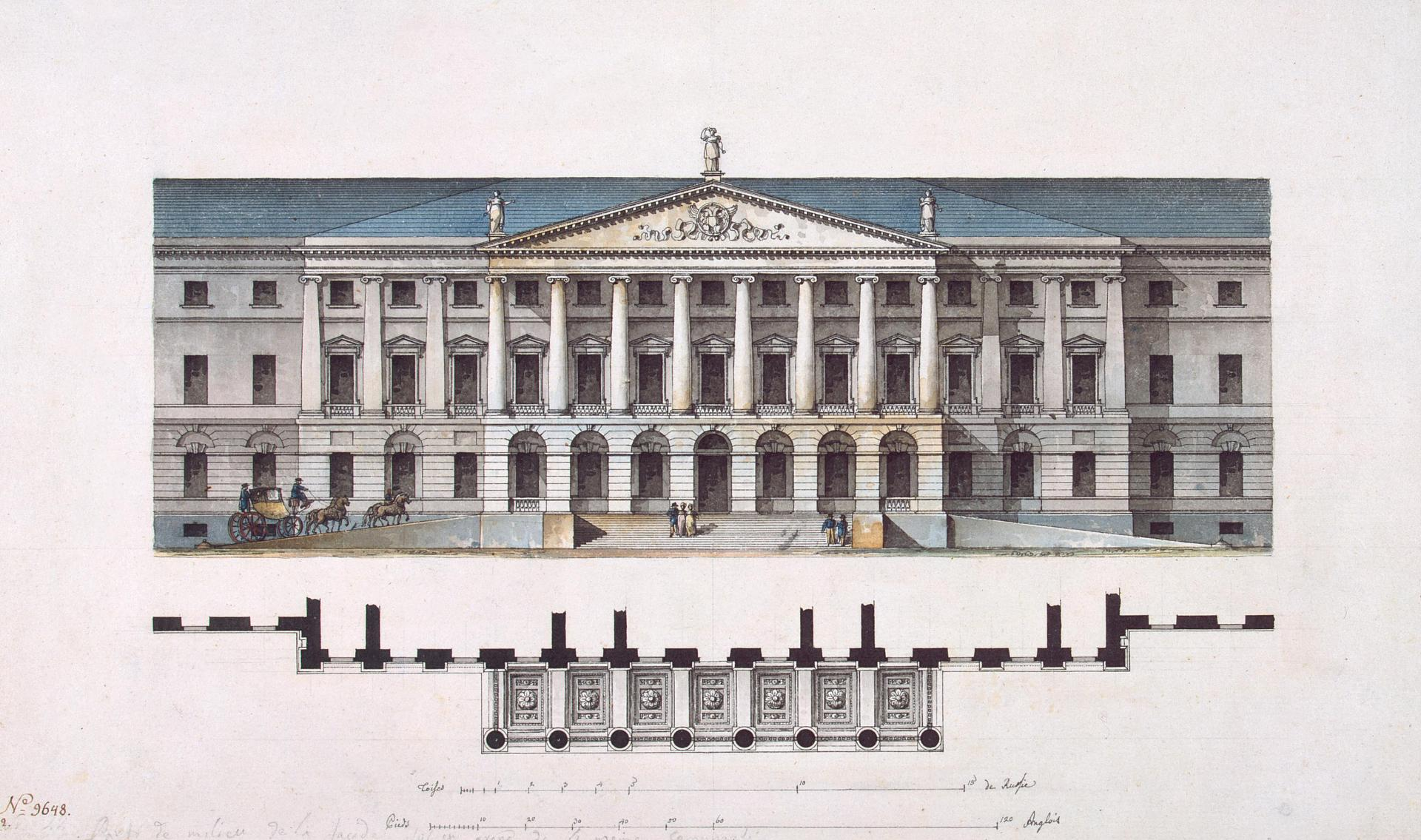
Джакомо Кваренгі. Фасад Смольного інституту, проєкт (приблизно 1806)
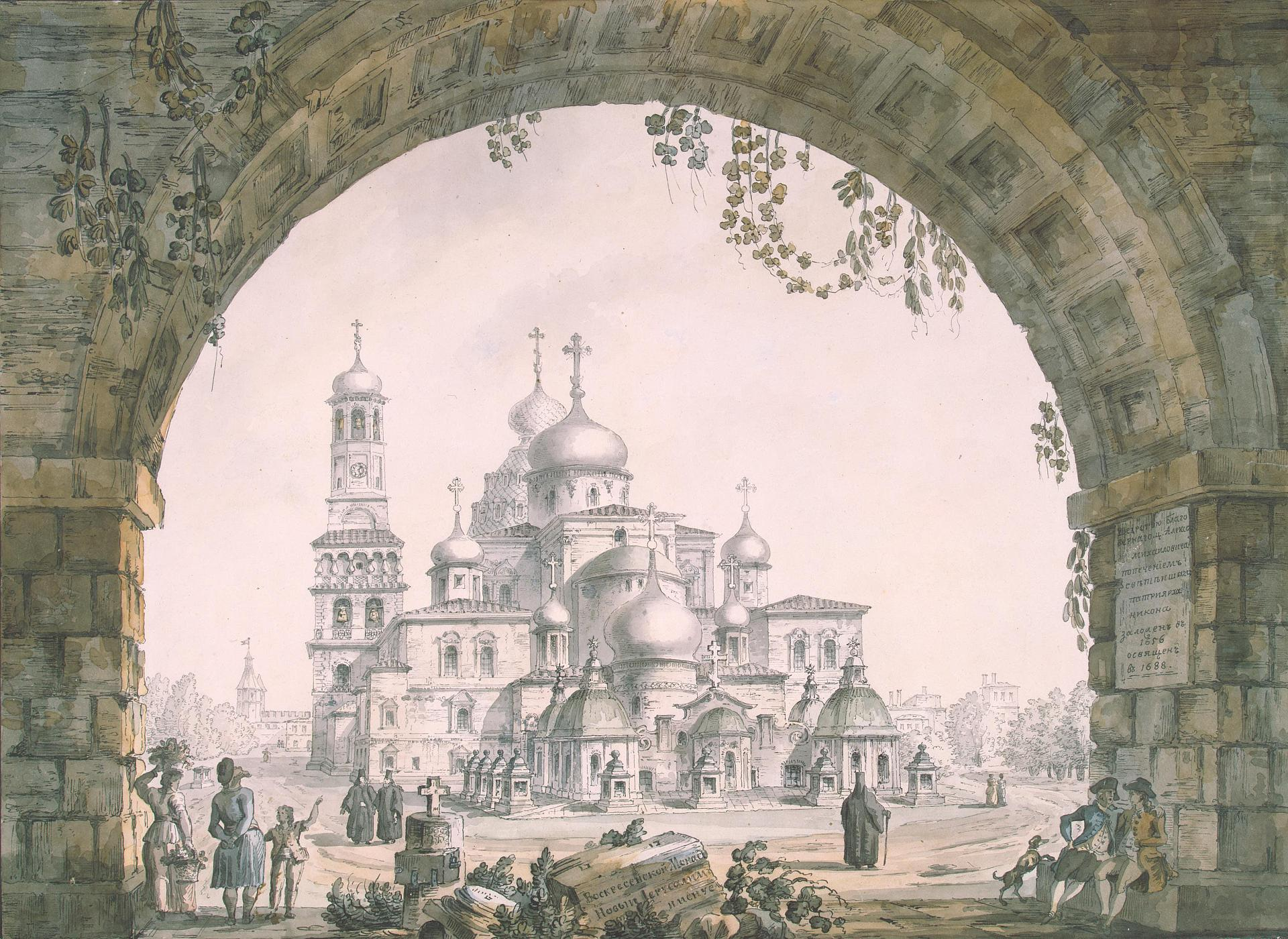
Джакомо Кваренгі. Малюнок собору в Новоєрусалимському монастирі, Істра, Росія.
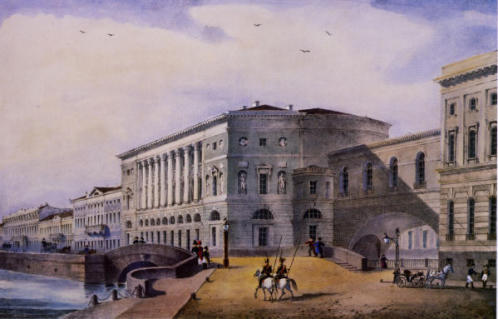
Малюнок. Ермітажний театр, 1824 рік.

## Ушанування пам′яті
- На честь Джакомо Кваренгі названо вулицю в Бергамо й провулок у Санкт-Петербурзі.
- 1967 — з нагоди 150-річчя зі дня смерті архітектора його прах був перепохований на цвинтарі Олександро-Невської лаври.
- 1967 — до 150-річчя від дня смерті архітектора створено поштовий конверт СРСР із його зображенням. Художник Петро Бендель.
- 1994 — до 250-річчя від дня народження надруковано поштову марку Росії «Дж. Кваренгі. 1744—1817. Академія наук у Санкт-Петербурзі 1783—1789».
- 2017 — до 200-річчя від дня смерті надруковано поштовий конверт Росії в серії: «Діячі світової культури». Художники-дизайнери С. Свіридов, М. Корнеєва.

## Послідовники
- Андрій Меленський та ін.